# 산마르코 대성당

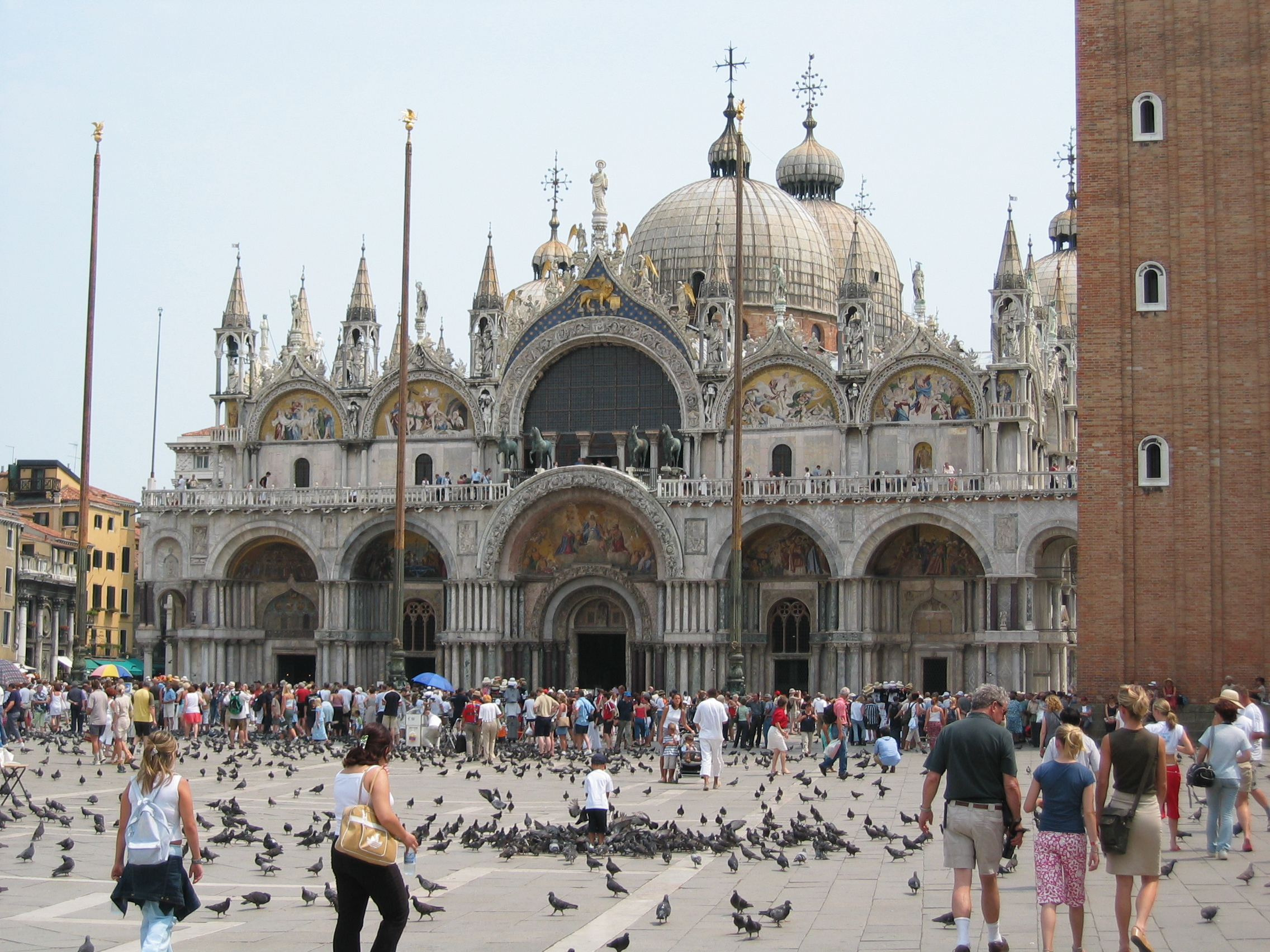
산마르코 대성당

산마르코 대성당(이탈리아어: Basilica di San Marco)은 이탈리아 베네토주 베네치아의 성당이다. 비잔틴 건축 양식의 대표적인 건축물 가운데 하나로 손꼽히며 산마르코 광장과 두칼레 궁전과 인접해 있다. 원래 두칼레 궁전에 소속된 성당이었으나, 1807년에 베네치아 대주교가 이 곳으로 주교좌를 옮기며 바티칸 소유의 대성당으로 승격되었다.
대성당의 기본적인 골격은 1060년과 1100년 사이에 대부분 완성되었고, 후에 추가적으로 이루어진 공사들은 대부분 대성당 건물을 장식하거나 더 화려하게 꾸미는 것에 그 중점을 두었다. 대성당은 고딕 양식의 돔으로 꾸며져 있으며, 성당을 덮고 있는 황금 모자이크를 만드는 데는 몇 세기나 걸렸다. 13세기에 원래 돔 위에 철골로 새로운 돔을 만들어 씌웠다. 내부의 돔 공간 자체의 크기를 확장한 것이 아니기 때문에, 실제로 안으로 들어가보면 밖에서 볼 때보다 훨씬 더 낫다.
대성당의 아름다운 디자인, 황금 모자이크, 베네치아의 부와 명성으로 인해, 산마르코 대성당은 11세기에 '황금 교회'라고도 불렸다. 당시 이탈리아 건축가들이 독창적인 방식으로 비잔틴 양식과 이슬람 양식을 섞어 이국적인 분위기를 풍긴다.

## 역사

### 초기 건축
대성당의 원형은 828년에 상인들이 알렉산드리아에서 훔쳐온 성물을 보관하기 위해 두칼레 궁전 옆에 지어진 건물이다. 976년에 일어난 반란 때 불탔고, 당시의 모습은 현재 알려져 있지 않다. 지금 우리가 볼 수 있는 건물은 1163년에 지어진 것으로 생각된다. 1163년에 새로운 대성당을 짓기 위해 대공사를 벌였고, 성당을 모든 방향으로 확장, 특히 남북쪽으로 크게 확장하였다. 성당의 목조 돔들은 석조로 바뀌었고, 이를 지탱하기 위해 더 두꺼운 벽들을 세웠다.
대성당은 기본적으로 이탈리아 양식과 비잔틴 양식이 어우러져 있다. 일반적인 성당과 다르게, 산마르코 대성당은 성당의 동쪽 날개를 중요시하여, 제단과 사제석을 이 곳에 두었다.  13세기에 이르러, 몇 개의 파사드가 더 추가되었고, 성당의 모자이크들이 대부분 다 덮였다. 또한 두칼레 궁전과 조화를 이루기 위해, 돔을 나무 재질로 크게 증축하였다.
베네치아에 있는 대부분의 건물들같이, 대성당은 벽돌로 지어졌다. 아치들은 테라코타와 벽돌로 장식되었고, 기둥, 점토로 이루어져 있다.

### 후기의 증축
대성당의 기본 구조는 초기에 비해 크게 바뀐 바가 없다. 다만 그 안의 장식은 처음보다 훨씬 더 화려하고 호화롭게 장식되었다. 내부의 벽과 천장에 황금으로 만든 모자이크들을 촘촘히 깔아 환상적인 분위기를 더했고, 이 것이 없었다면 대성당 내부의 분위기는 지금보다 많이 황량했을 것이다. 대성당은 끊임없이 보물들로 치장되었는데, 특히 1204년에 일어난 십자군 전쟁에서 베네치아 군대가 콘스탄티노플의 예술품들을 대규모로 약탈, 이 곳에 전시하며 큰 변화를 겪었다. 대성당은 심지어 자신보다도 오래된 대리석 조각들과 장식들로 꾸며졌고, 또한 베네치아의 예술가들은 비잔틴 예술품들에서 영감을 받아 새로운 형식의 예술을 시도했고, 거의 완벽한 수준에 달하는 작품들을 쏟아냈다.

### 총독의 개인 성당에서 베네치아의 대성당으로
13세기 산마르코 대성당은 총독의 개인용 성당에서 대주교가 머무는 대성당으로 승격되었다. 이로 인해 당연히 산마르코 대성당의 권위와 명성 또한 높아졌다. 이 곳에서 도시의 공공 행사들이 열렸고, 총독의 장례, 즉위 등이 이루어졌다.

## 외부 모습

### 산 마르코의 말

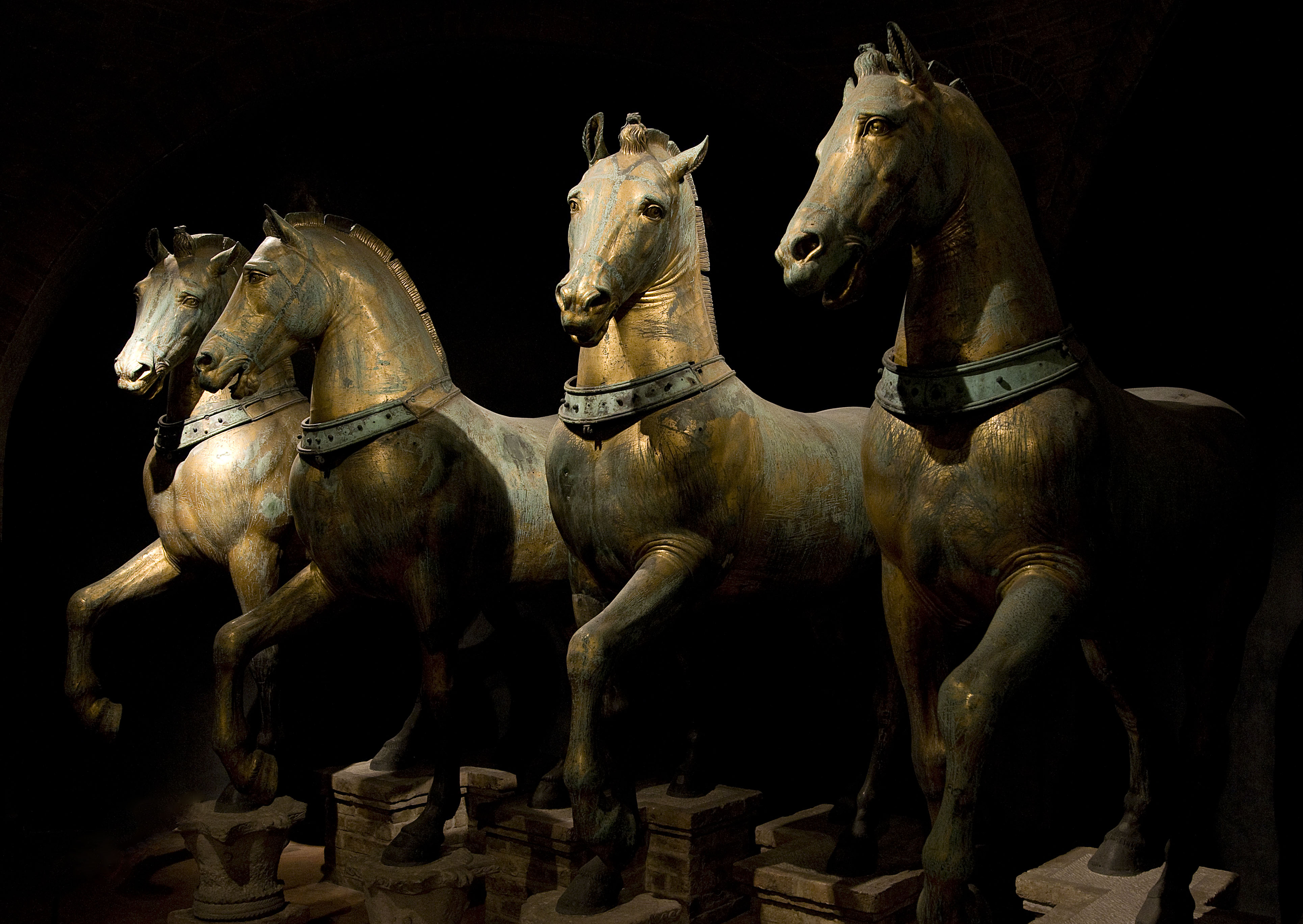
성 마르코의 말

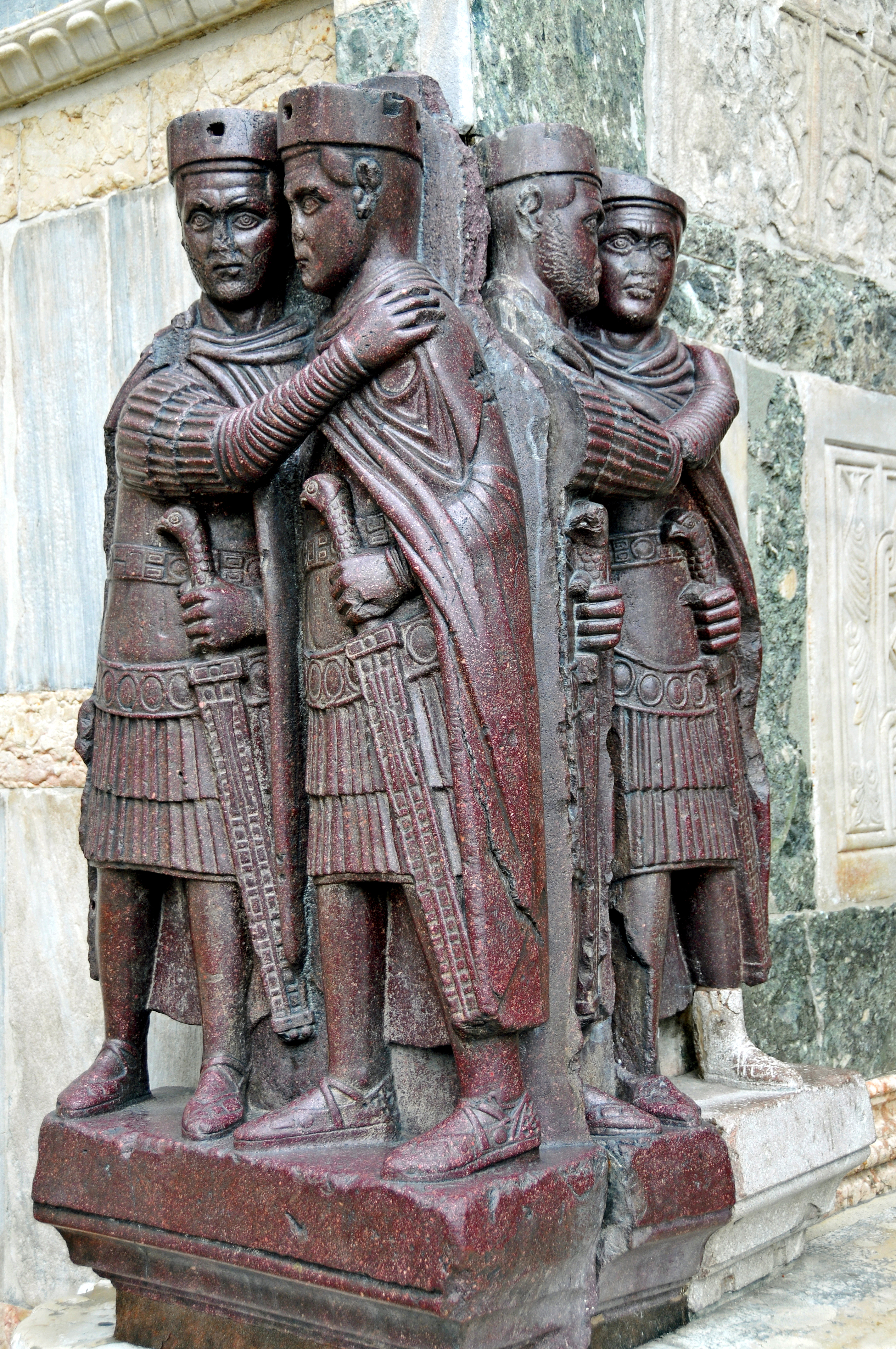
사두정의 황제들

이 조각상은 청동으로 이루어진 4마리의 말들을 표현하고 있다. 본래 트라야누스 개선문을 장식하고 있었던 것으로 여겨지며, 후에 콘스탄티노플로 옮겨져 대경기장에 서있었다. 그러던 중 십자군 전쟁이 일어나고, 콘스탄티노플이 대약탈을 겪으며 이 동상도 약탈되어 베네치아로 옮겨져 1254년 성당 정면의 발코니 위에 설치되었다. 1797년 나폴레옹이 기념으로 이 동상을 가져갔으나, 1815년에 다시 베네치아로 돌아왔다. 시간이 흐르며 동상의 훼손이 우려되자 동상은 1970년 박물관으로 옮겨졌고, 동상이 서있던 자리에는 복제품이 대신 세워져 있다.

### 사두정의 황제들
3세기 경 로마제국이 대혼란에 빠지며, 당대 황제였던 디오클레티아누스는 황제를 4명으로 만들어 각자 제국을 통치하는 새로운 정치 형태인 '사두정'을 만들어냈다. 이 조각에 묘사된 황제들은 그 사두정을 이루었던 4명의 황제들이다. 1204년에 콘스탄티노플에서 약탈되어 대성당의 남서쪽 모서리에 설치되었다. 자세히 보면 동상 중 1명의 발이 부서져 있는데, 이 발 조각은 1980년에 이스탄불에서 발견되었다. 하지만 이스탄불 시에서는 이 동상의 원래 주인이 자신이었음을 주장하며, 이 발 조각을 내어주지 않고 있다.

## 내부 모습

### 황금 모자이크
대부분의 이탈리아 성당들과는 다르게, 산마르코 대성당에는 프레스코화가 많이 그려져 있지 않다. 이는 프레스코 대신 유리를 이용하여 대성당을 장식함으로써, 베네치아의 유리 산업과 보수적인 경향을 지키기 위해서인 것으로 풀이된다. 내부의 상층은 8,000제곱미터의 밝은 황금빛 유리 모자이크로 덮여 있다. 다만 베네치아 시에서 19세기에 오래된 중세 모자이크들을 대량으로 떼 버리고 새로운 모자이크들을 채워넣어, 중세의 모습을 아직까지 간직하고 있는 모자이크들은 전체의 3분의 1 밖에 남아있지 않다.
내부 모자이크를 채워넣는 작업은 1270년대까지 계속되었고, 추가적인 작업은 그 후 20년을 끌었다.